# Samangan (província)
Samangan (em persa: سمنگان, transl. Samangān) é uma província do Afeganistão. Sua capital é a cidade de Aybak.